# KK Odžak
KK Odžak je bosanskohercegovački košarkaški klub iz Odžaka. 

## Vanjske poveznice
- KK Odžak Eurobasket